# Grand Hotel d'Angkor
Grand Hotel d'Angkor er et historisk luksushotel i Siem Reap i Cambodja. Det blev åbnet i 1929, og ligger i nærheden af ruinerne til Angkor. Det ligger på adressen 1 Vithei Charles de Gaulle.

## Links
- http://siemreap.raffles.com/ Arkiveret 6. januar 2009 hos  Wayback Machine

13°21′53″N 103°51′32″Ø / 13.3647°N 103.859°Ø